# Hans Kreysing
Hans Kreysing, nemški general, * 17. avgust 1890, † 14. april 1969.